# الدهنهون (القبيطة)

تعديل مصدري - تعديل

الدهنهون هي إحدى قرى عزلة كرش بمديرية القبيطة التابعة لمحافظة لحج، بلغ تعداد سكانها 119 نسمة حسب تعداد اليمن لعام 2004.